# Sportif de l'année (BBC Sport)
Pour les articles homonymes, voir Sportif de l'année.
La rédaction sportive de la BBC (BBC Sport) décerne chaque année depuis 1954 le titre de sportif de l'année pour honorer l'auteur de la meilleure performance sportive de l'année écoulée. Ce challenge est théoriquement ouvert à tous les sportifs du monde, mais il ne couronne en fait que des sportifs britanniques. Une seule exception à cette règle : en 1985, le boxeur Irlandais Barry McGuigan.

## Palmarès
| Année | Sportif                           | Sport               | Distinction |
| ----- | --------------------------------- | ------------------- | --- |
| 1954  | Christopher Chataway              | Athlétisme          | Recordman du monde du 5 000 m. |
| 1955  | Gordon Pirie                      | Athlétisme          | |
| 1956  | Jim Laker                         | Cricket             | Premier joueur à réaliser 10 guichets sur 10 en une partie. |
| 1957  | Dai Rees                          | Golf                | Capitaine de l'équipe de Ryder Cup européenne tombeuse des États-Unis. |
| 1958  | Ian Black                         | Natation            | Champion d'Europe du 200 m papillon, 400 m et 1 500 m nage libre de 1958. |
| 1959  | John Surtees                      | Sport motocycliste  | Champion GP Racing 350 cm3 et 500 cm3 de 1958 et 1959. |
| 1960  | David Broome                      | Sport équestre      | Médaillé de bronze aux Jeux olympiques et aux championnats du monde de 1960. |
| 1961  | Stirling Moss                     | Formule 1           | 4 fois second et 3 fois troisième du championnat du monde de Formule 1 sur l'ensemble de sa carrière.                                                                                       |
| 1962  | Anita Lonsbrough                  | Natation            | Triple médaillée aux championnats d'Europe et aux Jeux du Commonwealth de 1962. |
| 1963  | Dorothy Hyman                     | Athlétisme          | Triple médaillée aux championnats d'Europe et aux Jeux du Commonwealth de 1962. |
| 1964  | Mary Rand                         | Athlétisme          | Championne olympique du saut en longueur, médaillée d'argent en heptathlon, médaillée de bronze sur 4x100 m aux Jeux olympiques de 1964.                                                    |
| 1965  | Tom Simpson                       | Cyclisme            | Champion du monde de cyclisme sur route en 1965. |
| 1966  | Bobby Moore                       | Football            | Capitaine de l'équipe championne du monde de football en 1966. |
| 1967  | Henry Cooper                      | Boxe anglaise       | |
| 1968  | David Hemery                      | Athlétisme          | Champion olympique du 400 m haies en 1968. |
| 1969  | Ann Haydon-Jones                  | Tennis              | Vainqueur de Wimbledon en 1969. |
| 1970  | Henry Cooper (2)                  | Boxe anglaise       | Triple champion d'Europe entre 1968 et 1970. |
| 1971  | Anne du Royaume-Uni               | Sport équestre      | Championne d'Europe du concours complet en individuel de 1971. |
| 1972  | Mary Peters                       | Athlétisme          | Championne olympique de pentathlon moderne en 1972. |
| 1973  | Jackie Stewart                    | Formule 1           | Champion du monde de Formule 1 en 1973. |
| 1974  | Brendan Foster                    | Athlétisme          | Champion d'Europe du 5 000 m en 1974, recordman du monde du 3 000m. |
| 1975  | David Steele                      | Cricket             | Demi-finaliste de la coupe du monde de cricket de 1975. |
| 1976  | John Curry                        | Patinage artistique | Champion olympique et champion du monde de patinage artistique en 1976. |
| 1977  | Virginia Wade                     | Tennis              | Vainqueur de Wimbledon en 1977. |
| 1978  | Steve Ovett                       | Athlétisme          | Champion d'Europe du 1 500 m, médaillé d'argent du 800m en 1978, recordman du monde sur 2 miles.                                                                                            |
| 1979  | Sebastian Coe                     | Athlétisme          | Recordman du monde du 800 m, 1 500 m et du mile, n° 1 mondial sur 800 m et 1 500 m à la fin de l'année 1979.                                                                                |
| 1980  | Robin Cousins                     | Patinage artistique | Champion olympique de patinage artistique en 1980. |
| 1981  | Ian Botham                        | Cricket             | « Héros » des test matchs de l'équipe d'Angleterre de cricket de 1981. |
| 1982  | Daley Thompson                    | Athlétisme          | Champion d'Europe et du Commonwealth du decathlon en 1982, a amélioré deux fois le record du monde la même année.                                                                           |
| 1983  | Steve Cram                        | Athlétisme          | Champion du monde du 1 500 m en 1983. |
| 1984  | Jayne Torvill et Christopher Dean | Patinage artistique | Champions olympiques, champions du monde, champions d'Europe de danse sur glace en 1984. |
| 1985  | Barry McGuigan                    | Boxe anglaise       | Champion du monde, champion d'Europe des poids plume en 1985. Premier non-britannique à recevoir cette récompense.                                                                          |
| 1986  | Nigel Mansell                     | Formule 1           | Vainqueur de 5 Grands Prix en 1986, second du classement général de la coupe du monde de Formule 1.                                                                                         |
| 1987  | Fatima Whitbread                  | Athlétisme          | Championne du monde de lancer de javelot en 1987. |
| 1988  | Steve Davis                       | Snooker             | Champion du monde, vainqueur du UK Championship et des Masters de Snooker en 1988. |
| 1989  | Nick Faldo                        | Golf                | Vainqueur des Masters de golf en 1989. |
| 1990  | Paul Gascoigne                    | Football            | Demi-finaliste de la coupe du monde de football de 1990. |
| 1991  | Liz McColgan                      | Athlétisme          | Championne du monde du 10 000 m en 1991. |
| 1992  | Nigel Mansell (2)                 | Formule 1           | Champion du monde de Formule 1 en 1992. |
| 1993  | Linford Christie                  | Athlétisme          | Champion du monde du 100 m, vice-champion du monde du 4x100 m en 1993. |
| 1994  | Damon Hill                        | Formule 1           | Vainqueur de 6 Grands Prix, second du championnat du monde de Formule 1 en 1994. |
| 1995  | Jonathan Edwards                  | Athlétisme          | Champion du monde de triple saut en 1995, deux fois recordman du monde de la discipline. |
| 1996  | Damon Hill (2)                    | Formule 1           | Champion du monde de Formule 1 en 1996. |
| 1997  | Greg Rusedski                     | Tennis              | Finaliste de l'US Open de tennis en 1997. |
| 1998  | Michael Owen                      | Football            | Plus jeune joueur à intégrer l'équipe d'Angleterre de football (18 ans et 59 jours). |
| 1999  | Lennox Lewis                      | Boxe anglaise       | Champion du monde des poids lourds. |
| 2000  | Steve Redgrave                    | Aviron              | Champion olympique de quatre barré en 1984, de deux sans barreur en 1988, 1992, 1996, et de quatre sans barreur en 2000.                                                                    |
| 2001  | David Beckham                     | Football            | Vainqueur de la Premier League avec Manchester United. |
| 2002  | Paula Radcliffe                   | Athlétisme          | Championne du Commonwealth du 5 000 m, championne d'Europe du 10 000 m, championne du monde longue distance de cross country en 2002; recordwoman du monde du marathon.                     |
| 2003  | Jonny Wilkinson                   | Rugby à XV          | Buteur de l'équipe d'Angleterre victorieuse du tournoi des VI Nations et de la Coupe du monde de rugby en 2003, a inscrit un drop goal décisif lors de la finale de la coupe du monde.      |
| 2004  | Kelly Holmes                      | Athlétisme          | Championne olympique du 800 m et du 1 500 m. |
| 2005  | Andrew Flintoff                   | Cricket             | Vainqueur de l'édition 2005 de la tournée des Ashes avec l'équipe d'Angleterre. |
| 2006  | Zara Phillips                     | Sport équestre      | Vainqueur des Jeux équestres de 2006 en individuelle, médaillée d'argent par équipes. |
| 2007  | Joe Calzaghe                      | Boxe anglaise       | Champion du monde des super-moyens en 2006, invaincu depuis le début de sa carrière. |
| 2008  | Chris Hoy                         | Cyclisme            | Champion olympique et champion du monde de keirin, champion olympique et champion du monde de sprint, champion olympique et vice-champion du monde de sprint par équipes sur piste en 2008. |
| 2009  | Ryan Giggs                        | Football            | Vainqueur de la Premier League et de la League Cup avec Manchester United. Également récompensé pour son fair-play sur l'ensemble de sa carrière.                                           |
| 2010  | Tony McCoy (en)                   | Sport hippique      | Sacré 15 fois meilleur jockey britannique entre 1986 et 2010, auteur de plus de 3000 victoires dont le Grand National de 2010.                                                              |
| 2011  | Mark Cavendish                    | Cyclisme            | Champion du monde sur route, vainqueur du maillot vert du Tour de France, 5 fois vainqueur d'étape du Tour de France 2011, 3 fois vainqueur d'étape sur le Tour d'Italie.                   |
| 2012  | Bradley Wiggins                   | Cyclisme            | Vainqueur du Tour de France 2012 et champion olympique du contre-la-montre. |
| 2013  | Andy Murray                       | Tennis              | Vainqueur du Tournoi de Wimbledon 2013. |
| 2014  | Lewis Hamilton                    | Formule 1           | Champion du monde de Formule 1 en 2014. |
| 2015  | Andy Murray                       | Tennis              | Vainqueur de la Coupe Davis avec 8 matchs remportés sur 8. |
| 2016  | Andy Murray                       | Tennis              | Médaille d'or aux Jeux olympiques et vainqueur du tournoi de Wimbledon. |
| 2017  | Mo Farah                          | Athlétisme          | Dixième titre mondial et retraite de la compétition sur piste. |
| 2018  | Geraint Thomas                    | Cyclisme            | Vainqueur du Tour de France. |
| 2019  | Ben Stokes                        | Cricket             | Vainqueur de la Coupe du monde avec l'équipe d'Angleterre. |
| 2020  | Lewis Hamilton                    | Formule 1           | Septuple champion du monde en 2020. |
| 2021  | Emma Raducanu                     | Tennis              | Vainqueure du tournoi de l'US Open 2021. |
| 2022  | Beth Mead                         | Football            | Vainqueure du Championnat d'Europe de football 2022. |
| 2023  | Mary Earps                        | Football            | Gant d'or et finaliste de la Coupe du monde 2023 |
| 2024  | Keely Hodgkinson                  | Athlétisme          | championne olympique du 800 m, lors des Jeux olympiques 2024. |